# Waldeckia kroyeri
Waldeckia kroyeri is een vlokreeftensoort uit de familie van de Lysianassidae. De wetenschappelijke naam van de soort is voor het eerst geldig gepubliceerd in 1847 door White.